# Specie di Philodromidae
Di seguito vengono descritte tutte le 542 specie della famiglia di ragni Philodromidae note a giugno 2014.

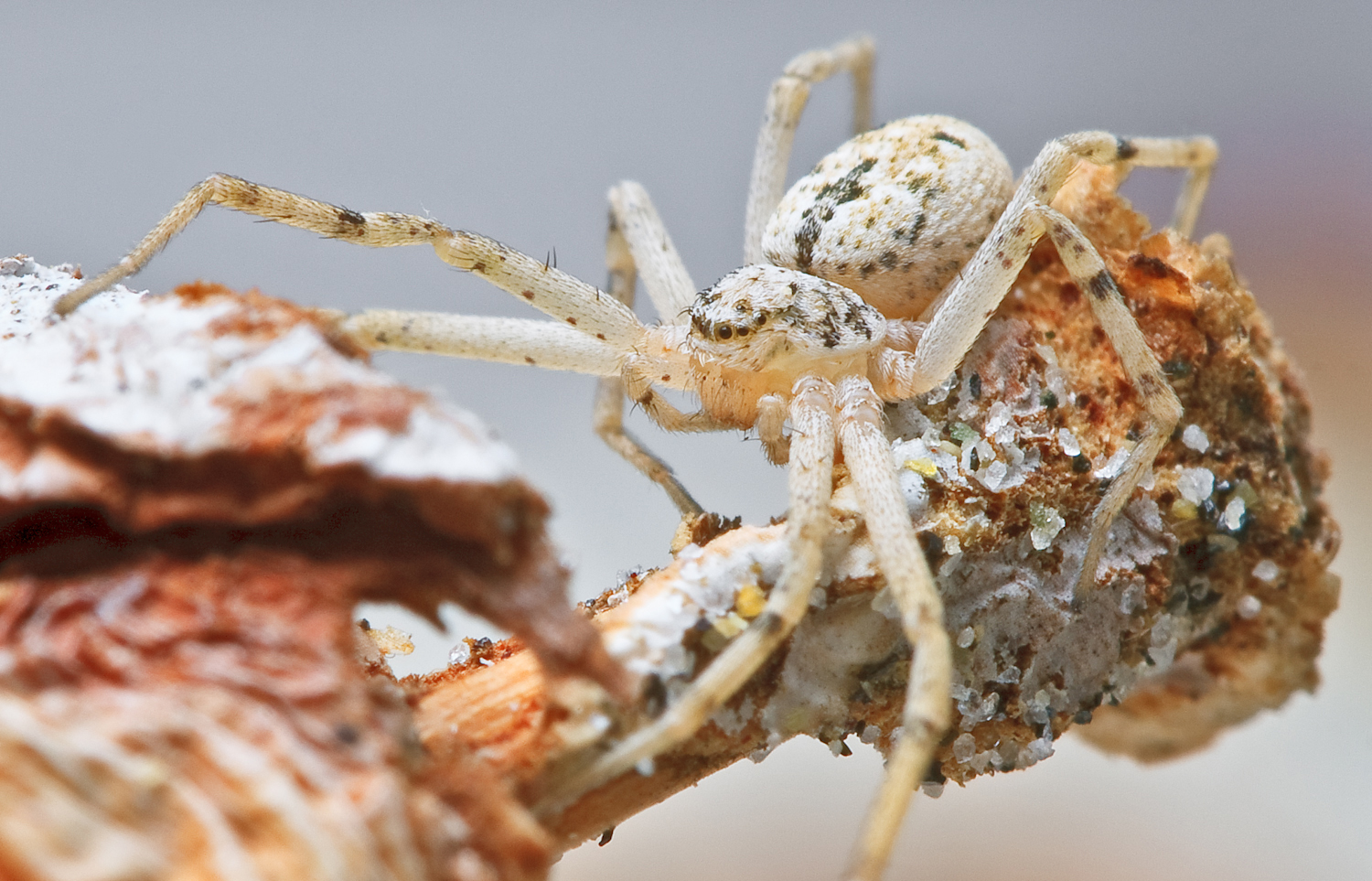
Ebo pepinensis, femmina

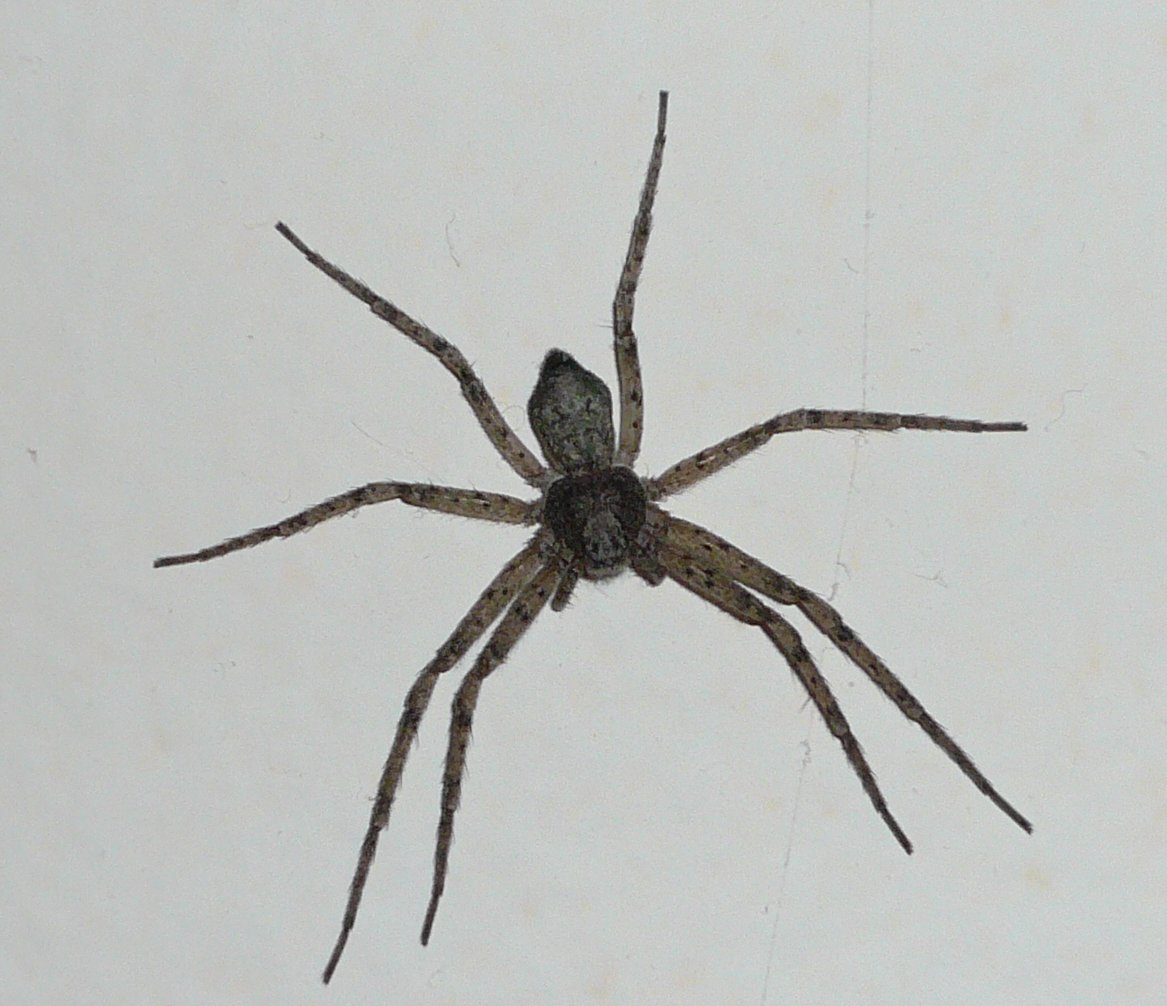
Philodromidae sp.

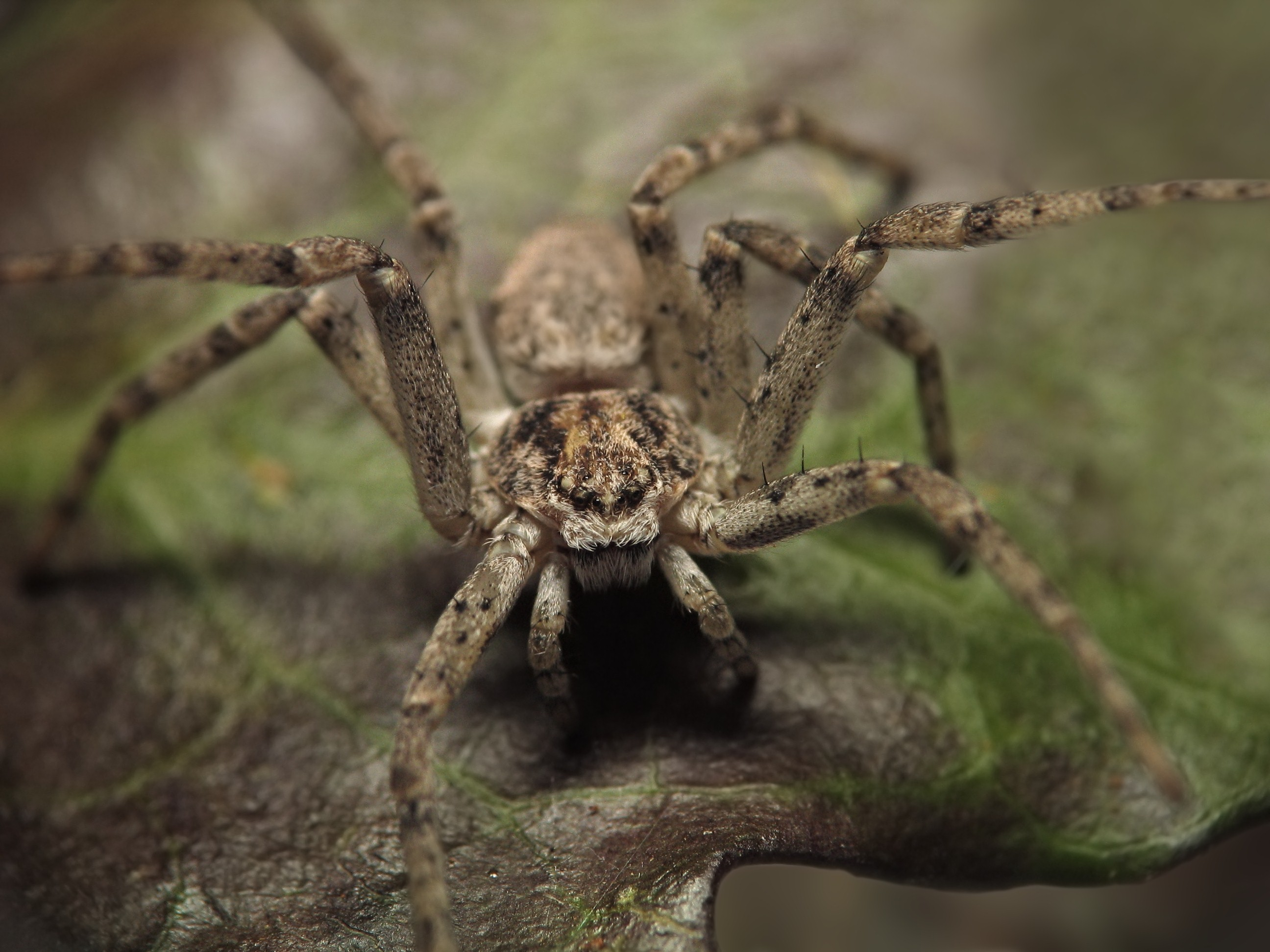
Philodromidae sp., vista frontale

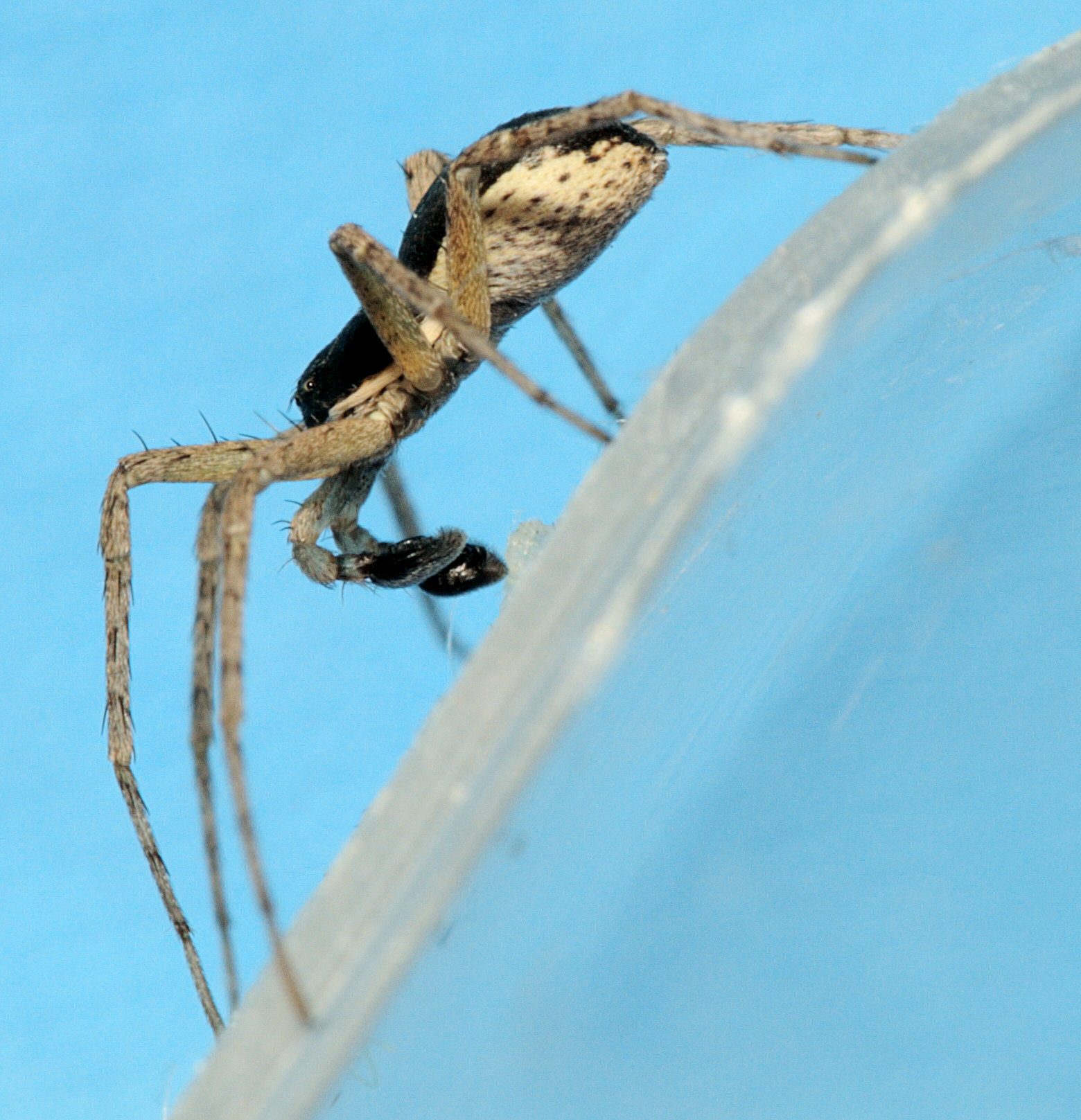
Philodromus aureolus, maschio

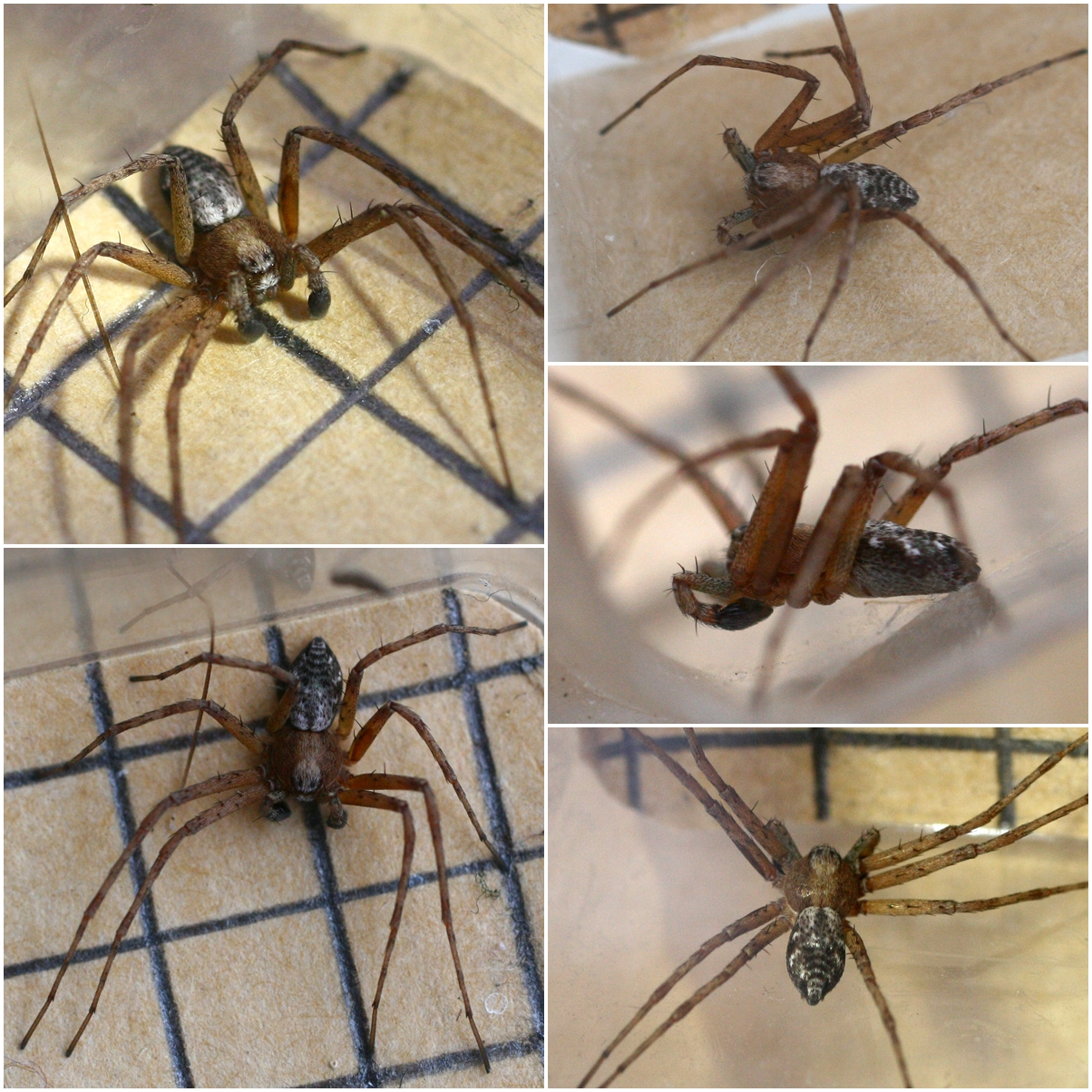
Philodromus cespitum, maschio

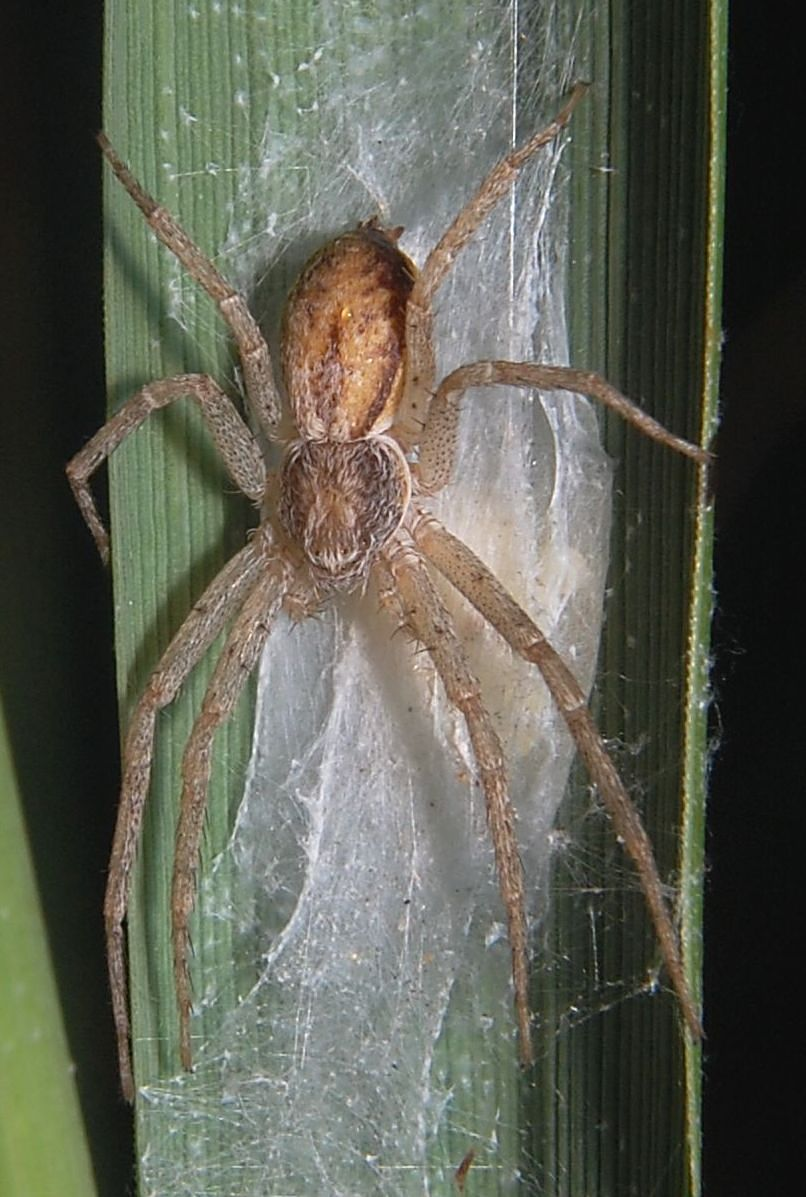
Philodromus dispar

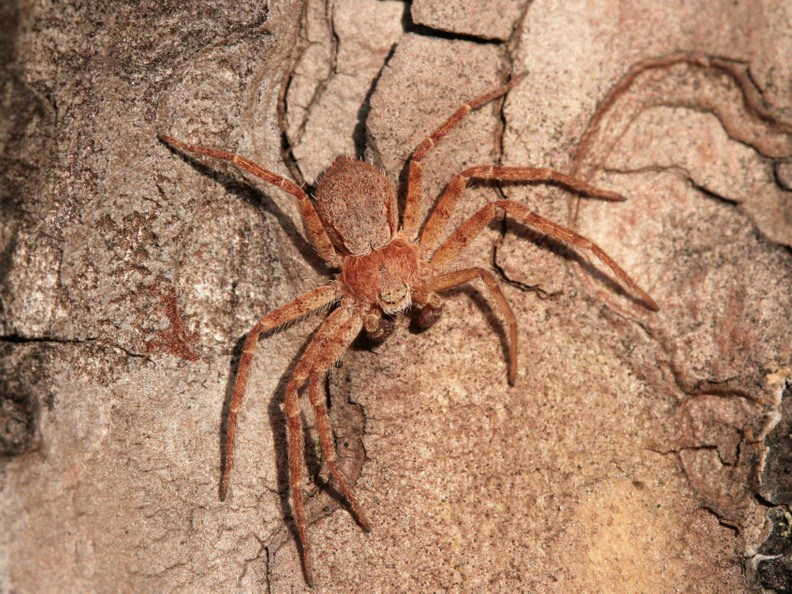
Philodromus fuscomarginatus

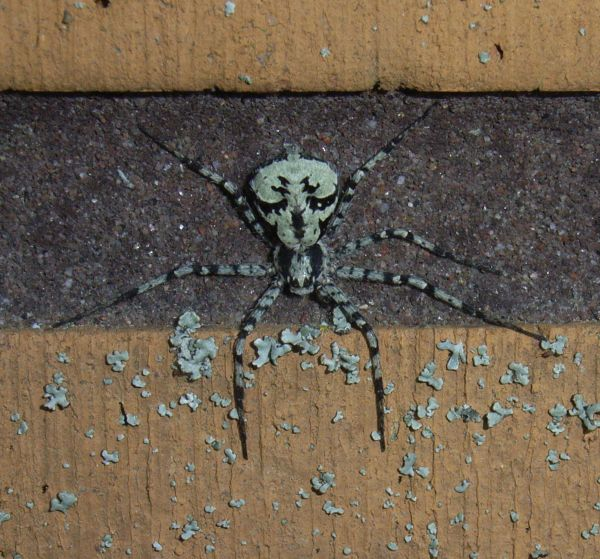
Philodromus margaritatus

## Apollophanes
Apollophanes O. P.-Cambridge, 1898
- Apollophanes aztecanus Dondale & Redner, 1975 — Messico
- Apollophanes bangalores Tikader, 1963 — India
- Apollophanes caribaeus Dondale & Redner, 1975 — Trinidad
- Apollophanes crispus Dondale & Redner, 1975 — Panama
- Apollophanes erectus Dondale & Redner, 1975 — Messico
- Apollophanes fitzroyi Baert, 2013 — isole Galápagos
- Apollophanes indistinctus Gertsch, 1933 — Messico
- Apollophanes lonesomegeorgei Baert, 2013 — isole Galápagos
- Apollophanes longipes (O. P.-Cambridge, 1896) — Messico
- Apollophanes macropalpus (Paik, 1979) — Russia, Corea
- Apollophanes margareta Lowrie & Gertsch, 1955 — USA, Canada
- Apollophanes punctatus (Bryant, 1948) — Hispaniola
- Apollophanes punctipes (O. P.-Cambridge, 1891) — dagli USA a Panama
- Apollophanes texanus Banks, 1904 — USA, Messico

## Bacillocnemis
Bacillocnemis Mello-Leitão, 1938
- Bacillocnemis anomala Mello-Leitão, 1938 — Argentina

## Berlandiella
Berlandiella Mello-Leitão, 1929
- Berlandiella insignis Mello-Leitão, 1929 — Brasile
- Berlandiella magna Mello-Leitão, 1929 — Brasile
- Berlandiella meridionalis Lise & Silva, 2011 — Brasile
- Berlandiella polyacantha Mello-Leitão, 1929 — Brasile
- Berlandiella querencia Lise & Silva, 2011 — Brasile
- Berlandiella robertae Lise & Silva, 2011 — Brasile, Argentina

## Cleocnemis
Cleocnemis Simon, 1886
- Cleocnemis bryantae (Gertsch, 1933) — Paraguay
- Cleocnemis heteropoda Simon, 1886 — Brasile
- Cleocnemis lanceolata Mello-Leitão, 1929 — Brasile
- Cleocnemis moschata Mello-Leitão, 1943 — Brasile
- Cleocnemis mutilata (Mello-Leitão, 1917) — Brasile
- Cleocnemis nigra Mello-Leitão, 1943 — Brasile
- Cleocnemis paraguensis (Gertsch, 1933) — Paraguay
- Cleocnemis punctulata (Taczanowski, 1872) — Perù, Venezuela, Guyana
- Cleocnemis rosea Mello-Leitão, 1944 — Argentina
- Cleocnemis rudolphi Mello-Leitão, 1943 — Brasile
- Cleocnemis serrana Mello-Leitão, 1929 — Brasile
- Cleocnemis spinosa Mello-Leitão, 1947 — Brasile
- Cleocnemis taquarae (Keyserling, 1891) — Perù, Brasile
- Cleocnemis xenotypa Mello-Leitão, 1929 — Brasile

## Ebo
Ebo Keyserling, 1884
- Ebo bharatae Tikader, 1965 — India, Isole Andamane
- Ebo bucklei Platnick, 1972 — Canada
- Ebo carmineus Mello-Leitão, 1944 — Argentina
- Ebo contrastus Sauer & Platnick, 1972 — USA
- Ebo distinctivus Lyakhov, 1992 — Russia
- Ebo evansae Sauer & Platnick, 1972 — USA, Messico
- Ebo fuscus Mello-Leitão, 1943 — Argentina
- Ebo iviei Sauer & Platnick, 1972 — USA, Canada
- Ebo latithorax Keyserling, 1884 — USA, Canada
- Ebo meridionalis Mello-Leitão, 1942 — Argentina
- Ebo merkeli Schick, 1965 — USA
- Ebo pepinensis Gertsch, 1933 — USA, Canada
- Ebo punctatus Sauer & Platnick, 1972 — USA

## Eminella
Eminella Özdikmen, 2007
- Eminella ctenops (Mello-Leitão, 1940) — Argentina

## Fageia
Fageia Mello-Leitão, 1929
- Fageia amabilis Mello-Leitão, 1929 — Brasile
- Fageia clara Mello-Leitão, 1937 — Brasile
- Fageia concolor Mello-Leitão, 1947 — Brasile
- Fageia meridionalis Mello-Leitão, 1943 — Brasile

## Gephyrellula
Gephyrellula Strand, 1932
- Gephyrellula paulistana Soares, 1943 — Brasile
- Gephyrellula violacea (Mello-Leitão, 1918) — Brasile

## Gephyrina
Gephyrina Simon, 1895
- Gephyrina alba Simon, 1895 — Venezuela
- Gephyrina albimarginata Mello-Leitão, 1929 — Brasile
- Gephyrina imbecilla Mello-Leitão, 1917 — Brasile
- Gephyrina insularis Simon, 1897 — Isole Saint Vincent e Grenadine
- Gephyrina nigropunctata Mello-Leitão, 1929 — Brasile, Bolivia

## Gephyrota
Gephyrota Strand, 1932
- Gephyrota candida (Simon, 1895) — Cambogia, Vietnam
- Gephyrota glauca (Jézéquel, 1966) — Costa d'Avorio
- Gephyrota limbata (L. Koch, 1875) — Queensland
- Gephyrota nigrolineata (Simon, 1909) — Vietnam
- Gephyrota pudica (Simon, 1906) — India
- Gephyrota virescens (Simon, 1906) — Sri Lanka
- Gephyrota viridipallida (Schmidt, 1956) — Camerun

## Halodromus
Halodromus Muster, 2009
- Halodromus barbarae Muster, 2009 — isole Canarie, Spagna, Egitto, Israele, Arabia Saudita
- Halodromus deltshevi Muster, 2009 — Yemen
- Halodromus gershomi Muster, 2009 — Eritrea
- Halodromus patellaris (Wunderlich, 1987) — isole Canarie, isole Capo Verde, Tunisia, Israele
- Halodromus patellidens (Levy, 1977) — isole Capo Verde, dall'Algeria al Medio Oriente
- Halodromus vanharteni Logunov, 2011 — Emirati Arabi Uniti

## Hirriusa
Hirriusa Strand, 1932
- Hirriusa arenacea (Lawrence, 1927) — Namibia
- Hirriusa bidentata (Lawrence, 1927) — Namibia
- Hirriusa variegata (Simon, 1895) — Sudafrica

## Metacleocnemis
Metacleocnemis Mello-Leitão, 1929
- Metacleocnemis borgmeyeri Mello-Leitão, 1929 — Brasile

## Pagiopalus
Pagiopalus Simon, 1900
- Pagiopalus apiculus Suman, 1970 — Hawaii
- Pagiopalus atomarius Simon, 1900 — Hawaii
- Pagiopalus nigriventris Simon, 1900 — Hawaii
- Pagiopalus personatus Simon, 1900 — Hawaii

## Paracleocnemis
Paracleocnemis Schiapelli & Gerschman, 1942
- Paracleocnemis apostoli Mello-Leitão, 1945 — Argentina
- Paracleocnemis termalis Schiapelli & Gerschman, 1942 — Argentina

## Pedinopistha
Pedinopistha Karsch, 1880
- Pedinopistha aculeata (Simon, 1900) — Hawaii
- Pedinopistha finschi Karsch, 1880 — Hawaii
- Pedinopistha longula (Simon, 1900) — Hawaii
- Pedinopistha schauinslandi (Simon, 1899) — Hawaii
- Pedinopistha stigmatica (Simon, 1900) — Hawaii

## Petrichus
Petrichus Simon, 1886
- Petrichus cinereus Tullgren, 1901 — Argentina
- Petrichus corticinus Mello-Leitão, 1944 — Argentina
- Petrichus fuliginosus (Nicolet, 1849) — Cile
- Petrichus funebris (Nicolet, 1849) — Cile
- Petrichus griseus Berland, 1913 — Ecuador
- Petrichus junior (Nicolet, 1849) — Cile
- Petrichus lancearius Simon, 1905 — Argentina
- Petrichus luteus (Nicolet, 1849) — Cile
- Petrichus marmoratus Simon, 1886 — Argentina
- Petrichus meridionalis (Keyserling, 1891) — Brasile
- Petrichus niveus (Simon, 1895) — Argentina, Isole Falkland
- Petrichus ornatus Schiapelli & Gerschman, 1942 — Argentina
- Petrichus sordidus Tullgren, 1901 — Argentina
- Petrichus tobioides Mello-Leitão, 1941 — Argentina
- Petrichus tullgreni Simon, 1902 — Argentina
- Petrichus zonatus Tullgren, 1901 — Argentina

## Philodromops
Philodromops Mello-Leitão, 1943
- Philodromops coccineus Mello-Leitão, 1943 — Brasile

## Philodromus
Philodromus Walckenaer, 1826
1. Philodromus ablegminus Szita & Logunov, 2008 — Kazakistan

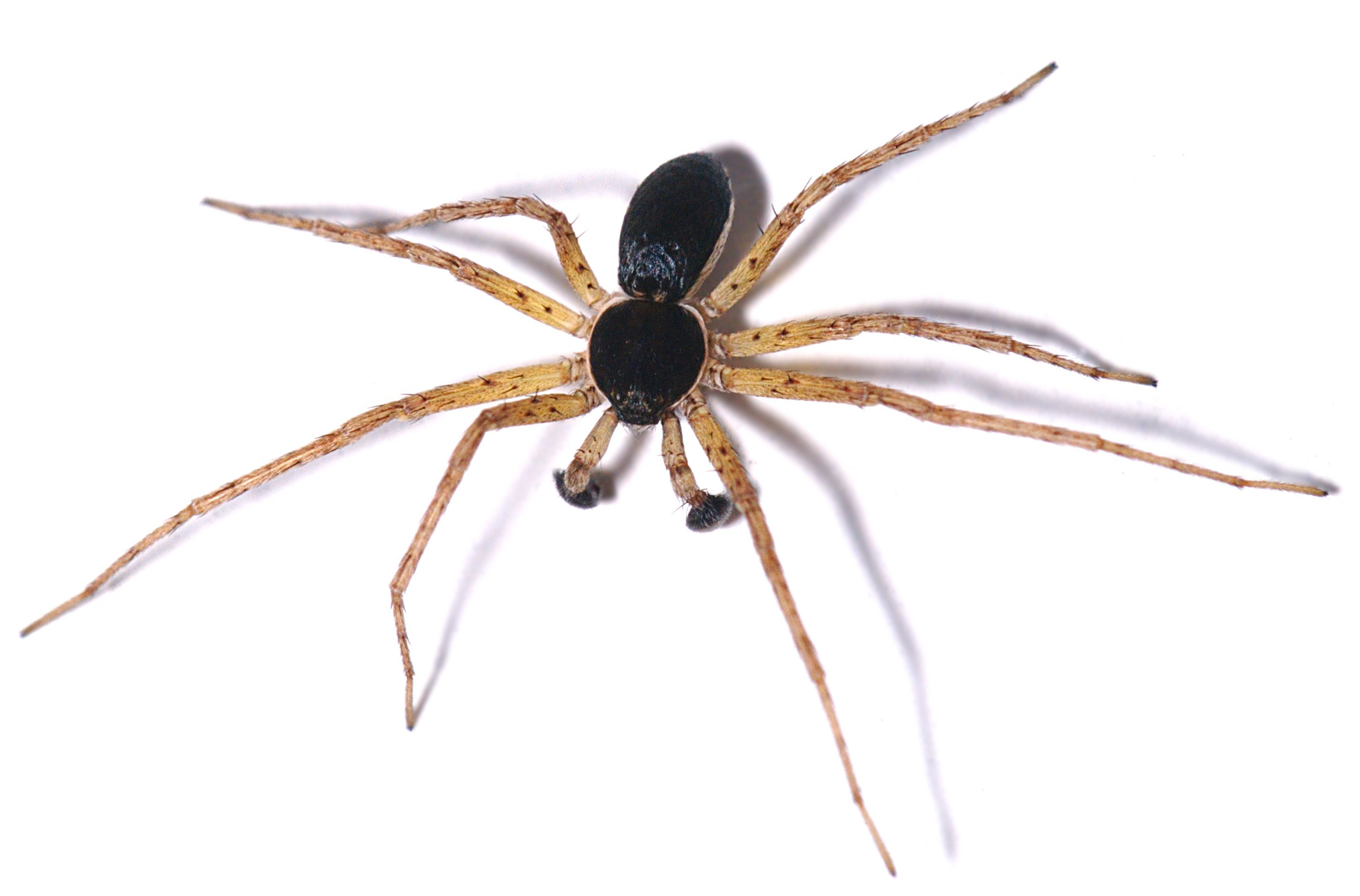
Philodromus aureolus, maschio

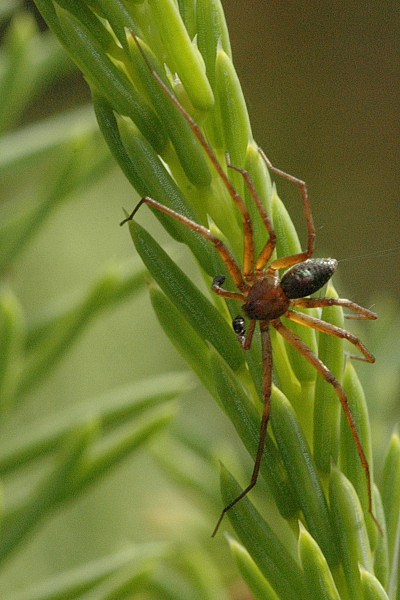
Philodromus aureolus, maschio

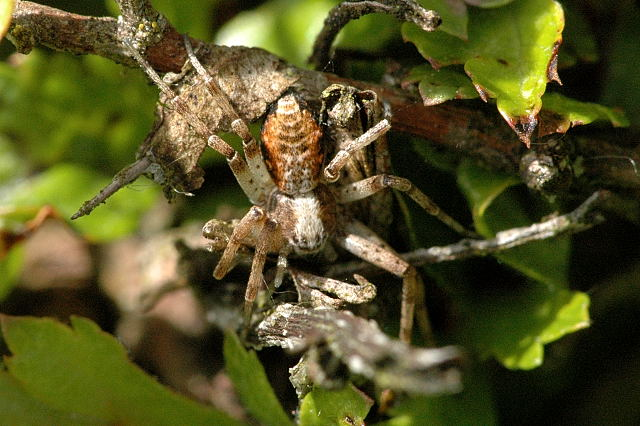
Philodromus cespitum, femmina

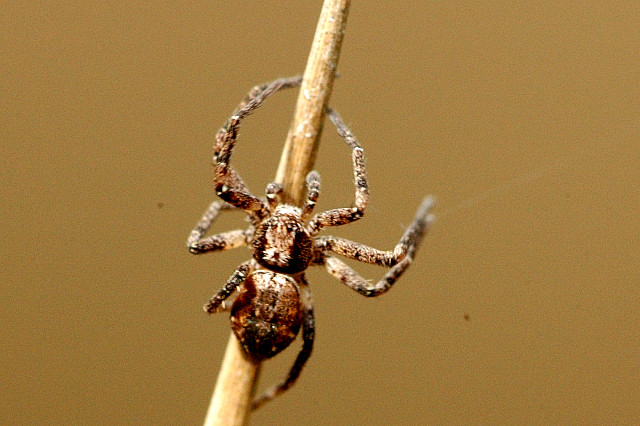
Philodromus cespitum, maschio

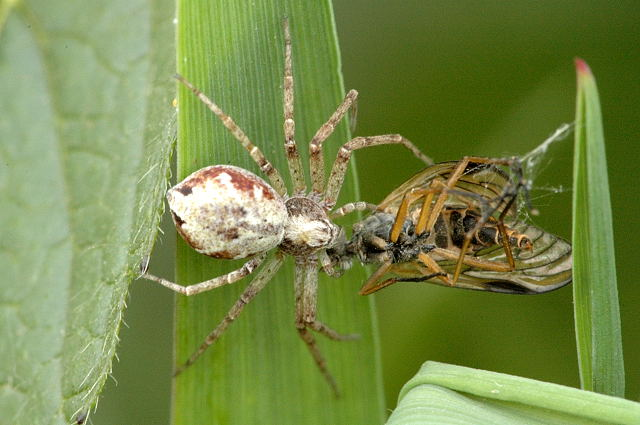
Philodromus dispar con preda

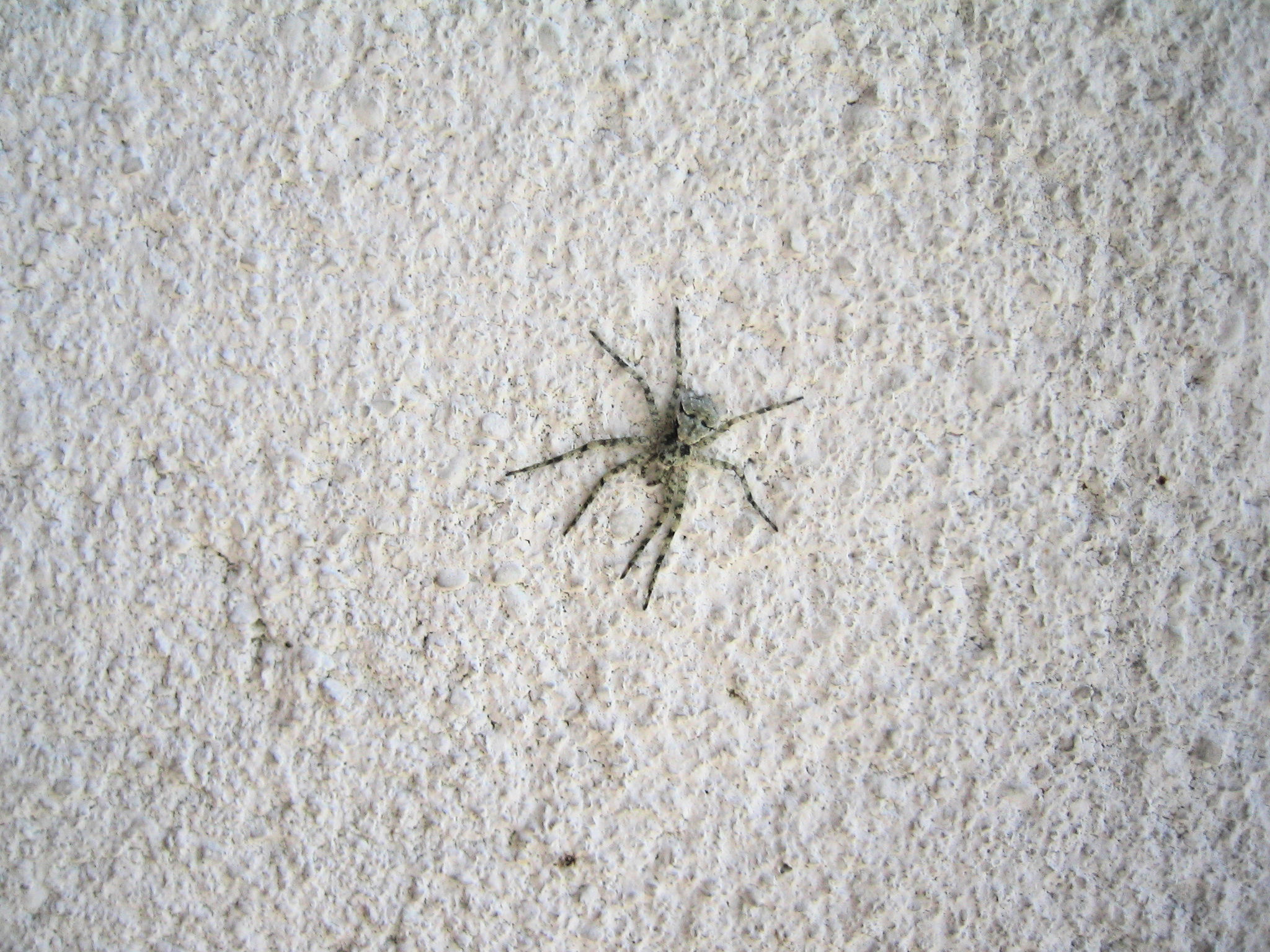
Philodromus margaritatus

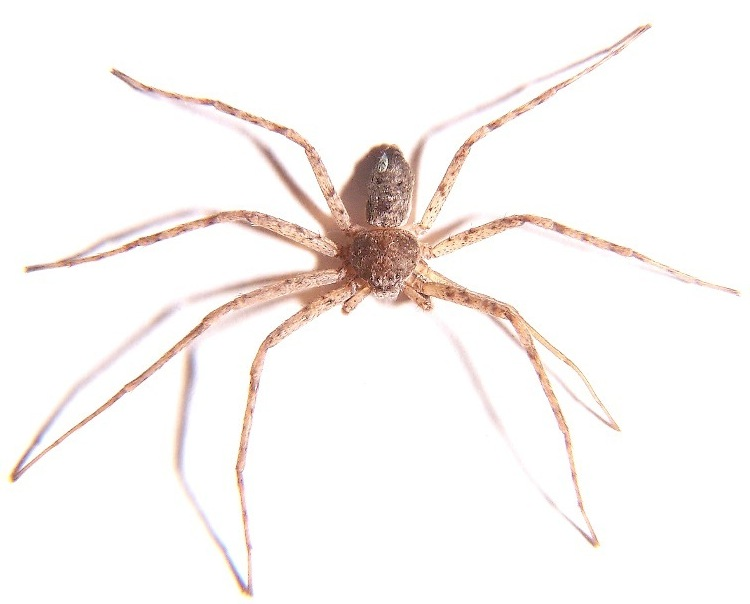
Philodromus praelustris

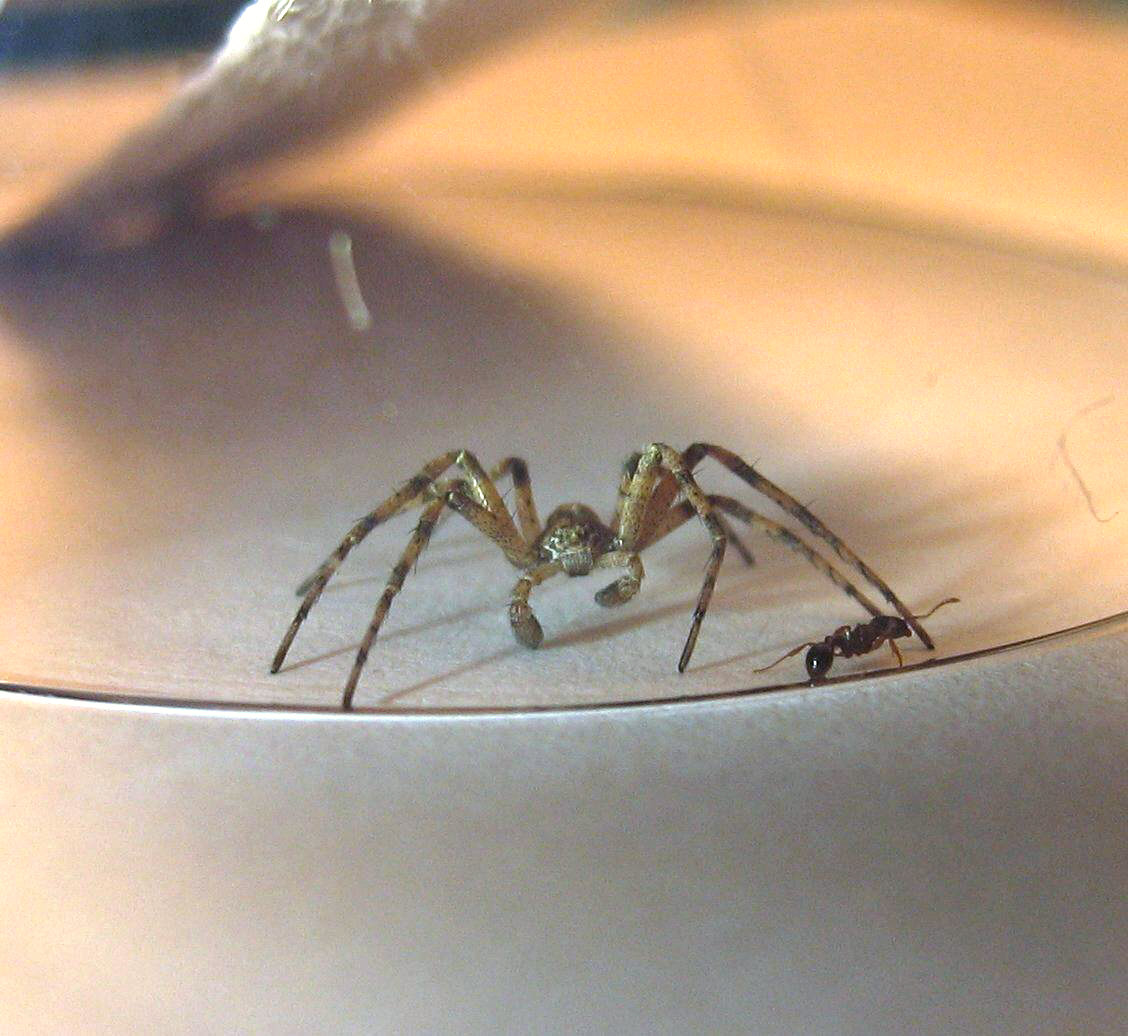
Philodromus sp.

2. Philodromus afroglaucinus Muster & Bosmans, 2007 — Algeria
3. Philodromus alascensis Keyserling, 1884 — Regione olartica
4. Philodromus albicans O. P.-Cambridge, 1897 — Messico
5. Philodromus albidus Kulczynski, 1911 — Europa centrale e occidentale
6. Philodromus albofrenatus Simon, 1907 — Bioko (Golfo di Guinea)
7. Philodromus albolimbatus Thorell, 1895 — Myanmar
8. Philodromus alboniger Caporiacco, 1949 — Kenya
9. Philodromus aliensis Hu, 2001 — Cina
10. Philodromus angulobulbis Szita & Logunov, 2008 — Russia
11. Philodromus anomalus Gertsch, 1934 — USA
12. Philodromus archettii Caporiacco, 1941 — Etiopia
13. Philodromus arizonensis Dondale & Redner, 1969 — USA
14. Philodromus aryy Marusik, 1991 — Russia
15. Philodromus ashae Gajbe & Gajbe, 1999 — India
16. Philodromus assamensis Tikader, 1962 — India, Cina
17. Philodromus aureolus (Clerck, 1757) — Regione paleartica
18. Philodromus auricomus L. Koch, 1878 — Russia, Cina, Corea, Giappone
19. Philodromus austerus (L. Koch, 1876) — Queensland
20. Philodromus barmani Tikader, 1980 — India
21. Philodromus barrowsi Gertsch, 1934 — USA
22. Philodromus betrabatai Tikader, 1966 — India
23. Philodromus bhagirathai Tikader, 1966 — India
24. Philodromus bicornutus Schmidt & Krause, 1995 — Isole Capo Verde
25. Philodromus bigibbosus Caporiacco, 1941 — Etiopia
26. Philodromus bigibbus (O. P.-Cambridge, 1876) — Egitto, Sudan, Arabia, India
  - Philodromus bigibbus australis Lawrence, 1928 — Sudafrica
27. Philodromus bilineatus Bryant, 1933 — USA
28. Philodromus bimuricatus Dondale & Redner, 1968 — USA
29. Philodromus bistigma Simon, 1870 — Mediterraneo
30. Philodromus blanckei (Wunderlich, 1995) — Sardegna
31. Philodromus bonneti Karol, 1968 — Turchia
32. Philodromus borana Caporiacco, 1939 — Etiopia
33. Philodromus bosmansi Muster & Thaler, 2004 — Algeria
34. Philodromus brachycephalus Lawrence, 1952 — Sudafrica
35. Philodromus breviductus Dondale & Redner, 1969 — Giamaica
36. Philodromus browningi Lawrence, 1952 — Sudafrica
37. Philodromus bucaensis (Logunov & Kunt, 2010) — Turchia
38. Philodromus buchari Kubcová, 2004 — Europa
39. Philodromus buxi Simon, 1884 — dall'Europa al Kazakistan
40. Philodromus caffer Strand, 1907 — Sudafrica
41. Philodromus calidus Lucas, 1846 — Algeria, Libia
42. Philodromus californicus Keyserling, 1884 — America settentrionale
43. Philodromus cammarus Rossi, 1846 — Penisola balcanica
44. Philodromus caporiaccoi Roewer, 1951 — Kenya
45. Philodromus caspius Ponomarev, 2008 — Kazakistan
46. Philodromus casseli Simon, 1899 — Mali
47. Philodromus catagraphus Simon, 1870 — Spagna
48. Philodromus cavatus Dondale & Redner, 1969 — Messico
49. Philodromus cayanus Taczanowski, 1872 — Guiana Francese
50. Philodromus cespitum (Walckenaer, 1802) — Regione olartica
51. Philodromus chambaensis Tikader, 1980 — India, Cina
52. Philodromus chamisis Schick, 1965 — USA, Messico
53. Philodromus cinerascens O. P.-Cambridge, 1885 — Yarkand (Cina)
54. Philodromus cinereus O. P.-Cambridge, 1876 — Egitto
55. Philodromus coachellae Schick, 1965 — USA, Messico
56. Philodromus collinus C. L. Koch, 1835 — Europa, Russia
57. Philodromus corradii Caporiacco, 1941 — Etiopia
58. Philodromus cubanus Dondale & Redner, 1968 — Cuba
59. Philodromus cufrae Caporiacco, 1936 — Libia
60. Philodromus daoxianen Yin, Peng & Kim, 1999 — Cina
61. Philodromus decoratus Tikader, 1962 — India
62. Philodromus denisi Levy, 1977 — Libia
63. Philodromus depriesteri Braun, 1965 — Austria, Germania
64. Philodromus devhutai Tikader, 1966 — India
65. Philodromus diablae Schick, 1965 — USA
66. Philodromus digitatus Yang, Zhu & Song, 2005 — Cina
67. Philodromus dilatatus Caporiacco, 1940 — Etiopia
68. Philodromus dilutus Thorell, 1875 — Russia
69. Philodromus dispar Walckenaer, 1826 — dall'Europa all'Asia centrale (USA, Canada, introdotto)
  - Philodromus dispar obscurus Lebert, 1877 — Svizzera
70. Philodromus distans Dondale & Redner, 1968 — USA
71. Philodromus domesticus Tikader, 1962 — India
72. Philodromus droseroides Schick, 1965 — USA
73. Philodromus dubius Caporiacco, 1933 — Libia
74. Philodromus durvei Tikader, 1980 — India
75. Philodromus emarginatus (Schrank, 1803) — Regione paleartica
  - Philodromus emarginatus lusitanicus Kulczynski, 1911 — Portogallo
76. Philodromus epigynatus Strand, 1909 — Sudafrica
77. Philodromus erythrops Caporiacco, 1933 — Libia
78. Philodromus exilis Banks, 1892 — USA, Canada
79. Philodromus fallax Sundevall, 1833 — Regione paleartica
80. Philodromus femurostriatus Munster, 2009 — Grecia, Turchia
81. Philodromus floridensis Banks, 1904 — USA
82. Philodromus foucauldi Denis, 1954 — Algeria
83. Philodromus frontosus Simon, 1897 — India
84. Philodromus fuscolimbatus Lucas, 1846 — dall'Europa centrale al Marocco, Azerbaigian
85. Philodromus fuscomarginatus (De Geer, 1778) — Regione paleartica
86. Philodromus gertschi Schick, 1965 — USA
87. Philodromus glaucinus Simon, 1870 — dal Mediterraneo all'Azerbaigian
88. Philodromus grazianii Caporiacco, 1933 — Libia
89. Philodromus grosi Lessert, 1943 — Congo
90. Philodromus guineensis Millot, 1942 — Guinea, Costa d'Avorio
91. Philodromus gyirongensis Hu, 2001 — Cina
92. Philodromus hadzii Silhavy, 1944 — Macedonia
93. Philodromus halophilus (Levy, 1977) — Israele
94. Philodromus harrietae Dondale & Redner, 1969 — USA
95. Philodromus hierosolymitanus Levy, 1977 — Israele, Iran
96. Philodromus hierroensis Wunderlich, 1992 — Isole Canarie
97. Philodromus histrio (Latreille, 1819) — Regione olartica
98. Philodromus hiulcus (Pavesi, 1883) — Etiopia, Somalia
99. Philodromus hui Yang & Mao, 2002 — Cina
100. Philodromus humilis Kroneberg, 1875 — Tajikistan
101. Philodromus imbecillus Keyserling, 1880 — USA, Canada
102. Philodromus immaculatus Denis, 1955 — Niger
103. Philodromus infectus Dondale & Redner, 1969 — Messico
104. Philodromus infuscatus Keyserling, 1880 — USA, Canada
  - Philodromus infuscatus utus Chamberlin, 1921 — USA
105. Philodromus insperatus Schick, 1965 — USA, Canada
106. Philodromus insulanus Kulczynski, 1905 — Madeira
107. Philodromus jabalpurensis Gajbe & Gajbe, 1999 — India
108. Philodromus jimredneri Jiménez, 1989 — Messico
109. Philodromus johani Munster, 2009 — Grecia
110. Philodromus josemitensis Gertsch, 1934 — USA, Canada
111. Philodromus juvencus Kulczynski, 1895 — Armenia
112. Philodromus kalliaensis Levy, 1977 — Israele
113. Philodromus kendrabatai Tikader, 1966 — India
114. Philodromus ketani Gajbe, 2005 — India
115. Philodromus keyserlingi Marx, 1890 — USA, Canada
116. Philodromus kianganensis Barrion & Litsinger, 1995 — Filippine
117. Philodromus kraepelini Simon, 1905 — Giava
118. Philodromus krausi Muster & Thaler, 2004 — Turchia
119. Philodromus lamellipalpis Muster, 2007 — Algeria
120. Philodromus lanchowensis Schenkel, 1936 — Russia, Cina, Corea
121. Philodromus laricium Simon, 1875 — Spagna, Francia, Italia, Svizzera, Austria
122. Philodromus lasaensis Yin et al., 2000 — Cina
123. Philodromus laticeps Keyserling, 1880 — USA
124. Philodromus latrophagus Levy, 1999 — Israele
125. Philodromus legae Caporiacco, 1941 — Etiopia
126. Philodromus lepidus Blackwall, 1870 — dal Mediterraneo all'India
127. Philodromus leucomarginatus Paik, 1979 — Cina, Corea
128. Philodromus lhasana Hu, 2001 — Cina
129. Philodromus lividus Simon, 1875 — Portogallo, Francia, Marocco, Algeria, Italia, Croazia
130. Philodromus longiductus Dondale & Redner, 1969 — Costa Rica
131. Philodromus longipalpis Simon, 1870 — Europa, Iran
132. Philodromus lugens (O. P.-Cambridge, 1876) — Egitto
133. Philodromus lunatus Muster & Thaler, 2004 — Croazia, Grecia, Turchia
134. Philodromus luteovirescens Urquhart, 1893 — Tasmania
135. Philodromus lutulentus Gertsch, 1934 — USA
136. Philodromus maculatovittatus Strand, 1906 — Etiopia
137. Philodromus maestrii Caporiacco, 1941 — Etiopia
138. Philodromus maghrebi Munster, 2009 — Algeria
139. Philodromus mainlingensis Hu & Li, 1987 — Cina
140. Philodromus maliniae Tikader, 1966 — India
141. Philodromus manikae Tikader, 1971 — India
142. Philodromus margaritatus (Clerck, 1757) — Regione paleartica
143. Philodromus marginellus Banks, 1901 — USA, Messico
144. Philodromus marmoratus Kulczynski, 1891 — Austria, Repubblica Ceca, Bulgaria, Ucraina
145. Philodromus marusiki (Logunov, 1997) — Russia
146. Philodromus marxi Keyserling, 1884 — USA
147. Philodromus mediocris Gertsch, 1934 — USA
148. Philodromus medius O. P.-Cambridge, 1872 — Grecia, Cipro, Israele
149. Philodromus melanostomus Thorell, 1895 — Myanmar
150. Philodromus mexicanus Dondale & Redner, 1969 — Messico
151. Philodromus micans Menge, 1875 — Germania, Europa orientale
152. Philodromus mineri Gertsch, 1933 — USA
153. Philodromus minutus Banks, 1892 — USA, Canada
154. Philodromus mississippianus Dondale & Redner, 1969 — USA
155. Philodromus mohiniae Tikader, 1966 — India
156. Philodromus molarius L. Koch, 1879 — Kazakistan
157. Philodromus monitae Muster & Van Keer, 2010 — Grecia
158. Philodromus montanus Bryant, 1933 — USA
159. Philodromus morsus Karsch, 1884 — Africa occidentale
160. Philodromus multispinus Caporiacco, 1933 — Libia
161. Philodromus mysticus Dondale & Redner, 1975 — Russia, USA, Canada
162. Philodromus naxcivanicus Logunov & Huseynov, 2008 — Azerbaigian
163. Philodromus nigrostriatipes Bösenberg & Strand, 1906 — Giappone
164. Philodromus niveus Vinson, 1863 — Madagascar
165. Philodromus omercooperi Denis, 1947 — Egitto
166. Philodromus oneida Levi, 1951 — USA, Canada
167. Philodromus orarius Schick, 1965 — USA, Messico
168. Philodromus orientalis Schenkel, 1963 — Cina
169. Philodromus otjimbumbe Lawrence, 1927 — Namibia
170. Philodromus pali Gajbe & Gajbe, 2001 — India
171. Philodromus panganii Caporiacco, 1947 — Africa orientale
172. Philodromus pardalis Muster & Bosmans, 2007 — Portogallo, Spagna, dall'Algeria all'Egitto
173. Philodromus parietalis Simon, 1875 — Spagna, Francia
174. Philodromus partitus Lessert, 1919 — Africa orientale
175. Philodromus pawani Gajbe, 2005 — India
176. Philodromus pelagonus Silhavy, 1944 — Macedonia
177. Philodromus peninsulanus Gertsch, 1934 — USA, Canada
178. Philodromus pentheri Muster, 2009 — Albania, Azerbaigian
179. Philodromus pericu Jiménez, 1989 — Messico
180. Philodromus pernix Blackwall, 1846 — USA, Canada
181. Philodromus pesbovis Caporiacco, 1949 — Kenya
182. Philodromus petrobius Schmidt & Krause, 1995 — Isole Capo Verde
183. Philodromus pictus Kroneberg, 1875 — dall'Asia centrale alla Cina
184. Philodromus pinetorum Muster, 2009 — dal Portogallo alla Turchia
185. Philodromus pinyonelis Schick, 1965 — USA
186. Philodromus placidus Banks, 1892 — America settentrionale
187. Philodromus planus (L. Koch, 1875) — Nuova Guinea, Queensland
188. Philodromus poecilus (Thorell, 1872) — Regione paleartica
189. Philodromus populicola Denis, 1958 — Afghanistan
190. Philodromus praedatus O. P.-Cambridge, 1871 — Europa, Russia
191. Philodromus praelustris Keyserling, 1880 — USA, Canada
192. Philodromus pratariae (Scheffer, 1904) — USA, Messico
193. Philodromus pratarioides Dondale & Redner, 1969 — Messico
194. Philodromus problematicus Strand, 1906 — Somalia
195. Philodromus probolus Dondale & Redner, 1969 — USA
196. Philodromus psaronius Dondale & Redner, 1968 — Messico
197. Philodromus pseudanomalus Dondale & Redner, 1969 — Messico
198. Philodromus pseudoexilis Paik, 1979 — Corea
199. Philodromus pulchellus Lucas, 1846 — Mediterraneo
200. Philodromus punctatissimus Roewer, 1962 — Afghanistan
201. Philodromus punctiger O. P.-Cambridge, 1908 — Isole Canarie
202. Philodromus punctisternus Caporiacco, 1940 — Etiopia
203. Philodromus pygmaeus Levy, 1977 — Israele
204. Philodromus quercicola Schick, 1965 — USA
205. Philodromus rajani Gajbe, 2005 — India
206. Philodromus renarius Wu & Song, 1987 — Cina
207. Philodromus rikhteri Logunov & Huseynov, 2008 — Armenia
208. Philodromus rodecki Gertsch & Jellison, 1939 — USA, Canada
209. Philodromus roseus Kishida, 1914 — Giappone
210. Philodromus ruficapillus Simon, 1885 — dal Mediterraneo al Kazakistan
211. Philodromus rufus Walckenaer, 1826 — Regione olartica
  - Philodromus rufus jenningsi Cutler, 2003 — USA
  - Philodromus rufus pacificus Banks, 1898 — USA, Canada
  - Philodromus rufus quartus Dondale & Redner, 1968 — America settentrionale
  - Philodromus rufus vibrans Dondale, 1964 — USA, Canada, Alaska
212. Philodromus sanjeevi Gajbe, 2004 — India
213. Philodromus satullus Keyserling, 1880 — dagli USA alla Costa Rica
214. Philodromus schicki Dondale & Redner, 1968 — USA
215. Philodromus separatus Dondale & Redner, 1969 — Messico
216. Philodromus shaochui Yin et al., 2000 — Cina
217. Philodromus shillongensis Tikader, 1962 — India
218. Philodromus signatus O. P.-Cambridge, 1869 — Isola di Sant'Elena
219. Philodromus silvestrii Caporiacco, 1940 — Somalia
220. Philodromus simillimus Denis, 1962 — Madeira
221. Philodromus simoni Mello-Leitão, 1929 — Spagna, Algeria
222. Philodromus sinaiticus Levy, 1977 — Israele
223. Philodromus speciosus Gertsch, 1934 — USA, Canada
224. Philodromus spectabilis Keyserling, 1880 — USA, Canada
225. Philodromus spinitarsis Simon, 1895 — Russia, Cina, Corea, Giappone
226. Philodromus sticticus Lucas, 1858 — Gabon
227. Philodromus subaureolus Bösenberg & Strand, 1906 — Cina, Corea, Giappone
228. Philodromus tabupumensis Petrunkevitch, 1914 — Myanmar
229. Philodromus thanatellus Strand, 1909 — Sudafrica
230. Philodromus timidus Szita & Logunov, 2008 — Kazakistan
231. Philodromus tiwarii Basu, 1973 — India
232. Philodromus tortus Dondale & Redner, 1969 — USA
233. Philodromus traviatus Banks, 1929 — Panama, Aruba e Curaçao (mar dei Caraibi), Venezuela
234. Philodromus triangulatus Wu & Song, 1987 — dal Kazakistan alla Cina
235. Philodromus tuvinensis Szita & Logunov, 2008 — Russia, Kazakistan, Mongolia
236. Philodromus undarum Barnes, 1953 — USA
237. Philodromus utotchkini Marusik, 1991 — Russia
238. Philodromus vagulus Simon, 1875 — Europa, Russia
239. Philodromus validus (Gertsch, 1933) — USA
240. Philodromus venustus O. P.-Cambridge, 1876 — Egitto
241. Philodromus verityi Schick, 1965 — USA
242. Philodromus victor Lessert, 1943 — Congo
243. Philodromus vinokurovi Marusik, 1991 — Russia
244. Philodromus v-notatus Caporiacco, 1947 — Etiopia
245. Philodromus vulgaris (Hentz, 1847) — USA, Canada
246. Philodromus vulpio Simon, 1910 — Namibia
247. Philodromus wunderlichi Muster & Thaler, 2007 — Isole Canarie
248. Philodromus xerophilus Szita & Logunov, 2008 — Russia, Kazakistan
249. Philodromus xinjiangensis Tang & Song, 1987 — dall'Azerbaigian alla Cina

## Procleocnemis
Procleocnemis Mello-Leitão, 1929
- Procleocnemis concolor Mello-Leitão, 1929 — Brasile

## Psellonus
Psellonus Simon, 1897
- Psellonus planus Simon, 1897 — India

## Pseudopsellonus
Pseudopsellonus Balogh, 1936
- Pseudopsellonus papuanus Balogh, 1936 — Nuova Guinea

## Senoculifer
Senoculifer Balogh, 1936
- Senoculifer conivulvus Balogh, 1936 — Nuova Guinea
- Senoculifer dentibulbis Balogh, 1936 — Nuova Guinea
- Senoculifer simplicibulbis Balogh, 1936 — Nuova Guinea

## Suemus
Suemus Simon, 1895
- Suemus atomarius Simon, 1895 — Sierra Leone
- Suemus orientalis Simon, 1909 — Vietnam
- Suemus punctatus Lawrence, 1938 — Sudafrica
- Suemus tibelliformis Simon, 1909 — Vietnam
- Suemus tibelloides Caporiacco, 1947 — Africa orientale

## Thanatus
Thanatus C. L. Koch, 1837
- Thanatus africanus Karsch, 1878 — Zanzibar, Sudafrica
- Thanatus albescens O. P.-Cambridge, 1885 — Yarkand (Cina)
- Thanatus altimontis Gertsch, 1933 — USA
- Thanatus arcticus Thorell, 1872 — Regione olartica
- Thanatus arenarius L. Koch, 1872 — dall'Europa all'Asia centrale
- Thanatus arenicola (Schmidt, 1976) — Isole Canarie
- Thanatus aridorum Silhavy, 1940 — Repubblica Ceca
- Thanatus atlanticus Berland, 1936 — Isole Capo Verde
- Thanatus atratus Simon, 1875 — Regione paleartica
- Thanatus balestrerii Caporiacco, 1935 — Karakorum
- Thanatus bungei (Kulczynski, 1908) — Russia, America settentrionale
- Thanatus chorillensis Keyserling, 1880 — Perù
- Thanatus coloradensis Keyserling, 1880 — Regione olartica
- Thanatus coreanus Paik, 1979 — Russia, Corea, Cina
- Thanatus cronebergi Simon, 1895 — Mongolia
- Thanatus dahurianus Logunov, 1997 — Russia
- Thanatus damingus Wang, Zhang & Xing, 2013 — Cina
- Thanatus denisi Brignoli, 1983 — Afghanistan
- Thanatus dhakuricus Tikader, 1960 — India
- Thanatus dissimilis Denis, 1960 — Francia
- Thanatus dorsilineatus Jézéquel, 1964 — Costa d'Avorio
- Thanatus fabricii (Audouin, 1826) — dalle Isole Canarie all'Asia centrale
- Thanatus firmetorum Muster & Thaler, 2003 — Germania, Austria, Italia
- Thanatus flavescens O. P.-Cambridge, 1876 — Egitto
- Thanatus flavidus Simon, 1875 — Grecia, Russia, Ucraina
- Thanatus flavus O. P.-Cambridge, 1876 — Egitto
- Thanatus forbesi Pocock, 1903 — Socotra
- Thanatus forciformis Li, Feng & Yang, 2013 — Cina
- Thanatus formicinus (Clerck, 1757) — Regione olartica
- Thanatus fornicatus Simon, 1897 — Israele, Pakistan
- Thanatus frederici Denis, 1941 — Isole Capo Verde
- Thanatus fuscipes Denis, 1937 — Algeria
  - Thanatus fuscipes concolor Denis, 1957 — Spagna
- Thanatus gnaquiensis Strand, 1908 — Perù
- Thanatus granadensis Keyserling, 1880 — Colombia
- Thanatus hongkong Song, Zhu & Wu, 1997 — Cina
- Thanatus imbecillus L. Koch, 1878 — dalla Bulgaria all'Asia centrale
- Thanatus inconsuetus Caporiacco, 1940 — Etiopia
- Thanatus indicus Simon, 1885 — India
- Thanatus jabalpurensis Gajbe & Gajbe, 1999 — India
- Thanatus jaikensis Ponomarev, 2007 — Kazakistan
- Thanatus ketani Bhandari & Gajbe, 2001 — India
- Thanatus kitabensis Charitonov, 1946 — Russia, Asia centrale
- Thanatus lamottei Jézéquel, 1964 — Costa d'Avorio
- Thanatus lanatus Logunov, 1996 — Russia
- Thanatus lanceolatus Simon, 1875 — Russia, Ucraina
- Thanatus lanceoletus Tikader, 1966 — India
- Thanatus lesserti (Roewer, 1951) — Egitto, Israele
- Thanatus lineatipes Simon, 1870 — Mediterraneo, Georgia
- Thanatus luederitzi Simon, 1910 — Sudafrica
- Thanatus maculatus Keyserling, 1880 — Perù
- Thanatus mandali Tikader, 1965 — India
- Thanatus meronensis Levy, 1977 — Israele
- Thanatus mikhailovi Logunov, 1996 — Russia, Asia centrale
- Thanatus miniaceus Simon, 1880 — Cina, Taiwan, Corea, Giappone
- Thanatus mongolicus (Schenkel, 1936) — Mongolia, Cina
- Thanatus multipunctatus Strand, 1906 — Etiopia, Africa orientale
- Thanatus mus Strand, 1908 — Perù
- Thanatus namaquensis Simon, 1910 — Sudafrica
- Thanatus neimongol Wu & Song, 1987 — Cina
- Thanatus nigromaculatus Kulczynski, 1885 — Russia
- Thanatus nipponicus Yaginuma, 1969 — Russia, Cina, Corea, Giappone
- Thanatus nodongensis Kim & Kim, 2012 — Corea
- Thanatus oblongiusculus (Lucas, 1846) — regione paleartica
  - Thanatus oblongiusculus atomarius (Simon, 1932) — Francia
- Thanatus okayi Karol, 1966 — Turchia
- Thanatus ornatus (Lucas, 1846) — Algeria
- Thanatus pagenstecheri Strand, 1906 — Namibia
- Thanatus parangvulgaris Barrion & Litsinger, 1995 — Thailandia
- Thanatus paucipunctatus Strand, 1906 — Somalia
- Thanatus philodromicus Strand, 1916 — Madagascar
- Thanatus philodromoides Caporiacco, 1940 — Somalia
- Thanatus pictus L. Koch, 1881 — Regione paleartica
- Thanatus pinnatus Jézéquel, 1964 — Costa d'Avorio
- Thanatus plumosus Simon, 1890 — Yemen
- Thanatus pollex Li, Feng & Tang, 2013 — Cina
- Thanatus prolixus Simon, 1897 — India
- Thanatus pygmaeus Schmidt & Krause, 1996 — Isole Canarie
- Thanatus rayi Simon, 1875 — dall'Europa al Kazakistan
- Thanatus roseofemoralis (Karsch, 1879) — Giappone
- Thanatus rubicellus Mello-Leitão, 1929 — USA, Canada
- Thanatus rubicundus L. Koch, 1875 — Etiopia, Somalia, Africa orientale
- Thanatus sabulosus (Menge, 1875) — Regione paleartica
- Thanatus saraevi Ponomarev, 2007 — Kazakistan
- Thanatus schubotzi Strand, 1913 — Africa centrale
- Thanatus sepiacolor Levy, 1999 — Israele
- Thanatus setiger (O. P.-Cambridge, 1872) — Israele
- Thanatus sibiricus Kulczynski, 1901 — Russia
- Thanatus simplicipalpis Simon, 1882 — Yemen, India
- Thanatus stepposus Logunov, 1996 — Russia
- Thanatus striatus C. L. Koch, 1845 — Regione olartica
- Thanatus stripatus Tikader, 1980 — India
- Thanatus tuvinensis Logunov, 1996 — Russia, Kirghizistan
- Thanatus ubsunurensis Logunov, 1996 — Russia
- Thanatus validus Simon, 1875 — Algeria
- Thanatus vulgaris Simon, 1870 — Regione olartica
  - Thanatus vulgaris creticus Kulczynski, 1903 — Creta
- Thanatus wuchuanensis Tang & Wang, 2008 — Cina
- Thanatus xinjiangensis Hu & Wu, 1989 — Cina
- Thanatus zavattarii Caporiacco, 1939 — Etiopia

## Tibellus
Tibellus Simon, 1875
- Tibellus affinis O. P.-Cambridge, 1898 — Messico

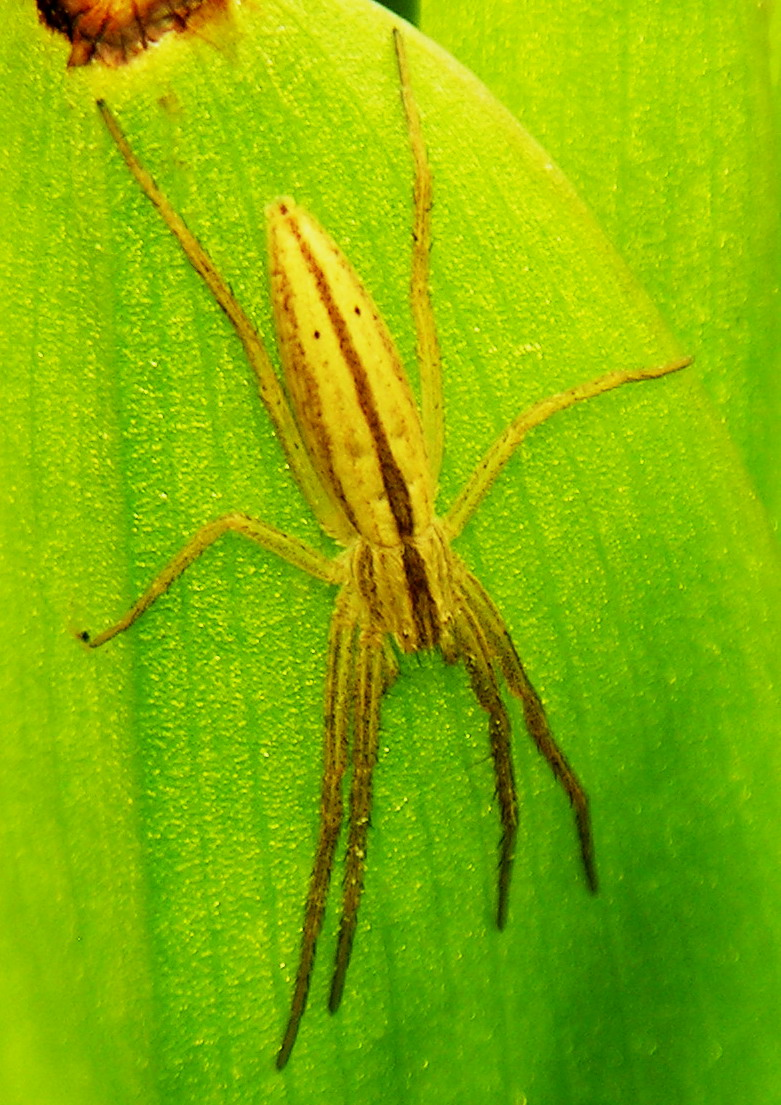
Tibellus oblongus

- Tibellus armatus Lessert, 1928 — Africa centrale e meridionale
- Tibellus asiaticus Kulczynski, 1908 — Russia, America settentrionale
- Tibellus aspersus Danilov, 1991 — Russia
- Tibellus australis (Simon, 1910) — Botswana
- Tibellus bruneitarsis Lawrence, 1952 — Zimbabwe, Sudafrica
- Tibellus californicus Schick, 1965 — USA
- Tibellus chamberlini Gertsch, 1933 — USA, Canada
- Tibellus chaturshingi Tikader, 1962 — India
- Tibellus chilensis Mello-Leitão, 1943 — Cile
- Tibellus cobusi Van den Berg & Dippenaar-Schoeman, 1994 — Africa orientale e meridionale
- Tibellus cucurbitus Yang, Zhu & Song, 2005 — Cina
- Tibellus demangei Jézéquel, 1964 — Costa d'Avorio, Sudafrica
- Tibellus duttoni (Hentz, 1847) — USA, Messico
- Tibellus elongatus Tikader, 1960 — India
- Tibellus fengi Efimik, 1999 — Russia, Cina
- Tibellus flavipes Caporiacco, 1939 — Africa orientale e meridionale
- Tibellus gerhardi Van den Berg & Dippenaar-Schoeman, 1994 — Africa orientale e meridionale
- Tibellus hollidayi Lawrence, 1952 — Africa orientale e meridionale
- Tibellus insularis Gertsch, 1933 — Cuba
- Tibellus jabalpurensis Gajbe & Gajbe, 1999 — India
- Tibellus japonicus Efimik, 1999 — Russia, Cina, Giappone
- Tibellus katrajghatus Tikader, 1962 — India
- Tibellus kibonotensis Lessert, 1919 — Africa orientale e meridionale
- Tibellus macellus Simon, 1875 — dall'Europa all'Asia centrale
  - Tibellus macellus georgicus Mcheidze, 1997 — Georgia
- Tibellus maritimus (Menge, 1875) — Regione olartica
- Tibellus minor Lessert, 1919 — Africa
- Tibellus nigeriensis Millot, 1942 — Sudan
- Tibellus nimbaensis Van den Berg & Dippenaar-Schoeman, 1994 — Guinea-Bissau
- Tibellus oblongus (Walckenaer, 1802) — Regione olartica
  - Tibellus oblongus maculatus Caporiacco, 1950 — Italia
- Tibellus orientis Efimik, 1999 — Russia, Cina
- Tibellus paraguensis Simon, 1897 — Paraguay, Argentina
- Tibellus pashanensis Tikader, 1980 — India
- Tibellus pateli Tikader, 1980 — India
- Tibellus poonaensis Tikader, 1962 — India
- Tibellus propositus Roewer, 1951 — Yarkand (Cina)
- Tibellus rothi Schick, 1965 — USA
- Tibellus septempunctatus Millot, 1942 — Guinea
- Tibellus seriepunctatus Simon, 1907 — Africa
- Tibellus shikerpurensis Biswas & Raychaudhuri, 2003 — Bangladesh
- Tibellus somaliensis Van den Berg & Dippenaar-Schoeman, 1994 — Somalia, Zimbabwe
- Tibellus spinosus Schiapelli & Gerschman, 1941 — Argentina
- Tibellus sunetae Van den Berg & Dippenaar-Schoeman, 1994 — Africa meridionale
- Tibellus tenellus (L. Koch, 1876) — Russia, dalla Cina all'Australia
- Tibellus utotchkini Ponomarev, 2008 — Russia
- Tibellus vitilis Simon, 1906 — India, Sri Lanka
- Tibellus vosseleri Strand, 1906 — Algeria
- Tibellus vossioni Simon, 1884 — Africa
- Tibellus zhui Tang & Song, 1989 — Cina

## Tibitanus
Tibitanus Simon, 1907
- Tibitanus nomas Simon, 1910 — Namibia
- Tibitanus sexlineatus Simon, 1907 — Guinea-Bissau, Guinea

## Titanebo
Titanebo Gertsch, 1933
- Titanebo albocaudatus Schick, 1965 — USA
- Titanebo andreannae Schick, 1965 — USA
- Titanebo californicus (Gertsch, 1933) — USA
- Titanebo cantralli Sauer & Platnick, 1972 — USA
- Titanebo creosotis Schick, 1965 — USA
- Titanebo dispar Schick, 1965 — USA
- Titanebo dondalei Sauer, 1968 — USA
- Titanebo macyi (Gertsch, 1933) — USA
- Titanebo magnificus (Chamberlin & Ivie, 1942) — USA
- Titanebo mexicanus Banks, 1898 — USA, Messico
- Titanebo oblongus Simon, 1895 — USA
- Titanebo parabolis Schick, 1965 — USA
- Titanebo redneri Cokendolpher, 1978 — USA
- Titanebo texanus (Gertsch, 1933) — USA

## Vacchellia
Vacchellia Caporiacco, 1935
- Vacchellia baltoroi Caporiacco, 1935 — Karakorum